# شانه فرکانس

یک پالس فراکوتاه نور در حوزه زمان. میدان الکتریکی یک سینوسی با پوش گاوسی است. طول پالس در حد چند ۱۰۰fs است

در اپتیک، شانه فرکانس یک منبع لیزری است که طیف آن از یک سری خطوط فرکانس گسسته و با فاصله مساوی تشکیل شده‌است. شانه‌های فرکانس را می‌توان با تعدادی از سازوکارها تولیدکرد، از جمله مدولاسیون دوره ای (در دامنه و/یا فاز) یک لیزر موج پیوسته، مخلوط سازی چهار موج در رسانه‌های غیرخطی، یا پایدارسازی قطار پالس تولیدشده توسط لیزر مُد-قفل‌شده. کارهای زیادی به این سازوکار آخر اختصاص داده‌شده‌است، که در اواخر قرن بیست و یکم توسعه یافت و در نهایت منجر به تقسیم نیمی از جایزه نوبل در فیزیک توسط جان ال هال و تئودور دبلیو هانش در سال ۲۰۰۵ شد.
نمایش حوزه فرکانس یک شانه فرکانس کامل یک سری توابع دلتا است که بر اساس فاصله آنها قرار گرفته‌است
{\displaystyle f_{n}=f_{0}+n\,f_{r},}
دراینجا {\displaystyle n} یک عدد صحیح است، {\displaystyle f_{r}} فاصله دندانه شانه (برابر با سرعت تکرار لیزر مد-قفل‌شده یا، به‌طور متناوب، فرکانس مدولاسیون) است. {\displaystyle f_{0}} فرکانس آفست حامل است که کمتر از {\displaystyle f_{r}} است.

## کاربردها

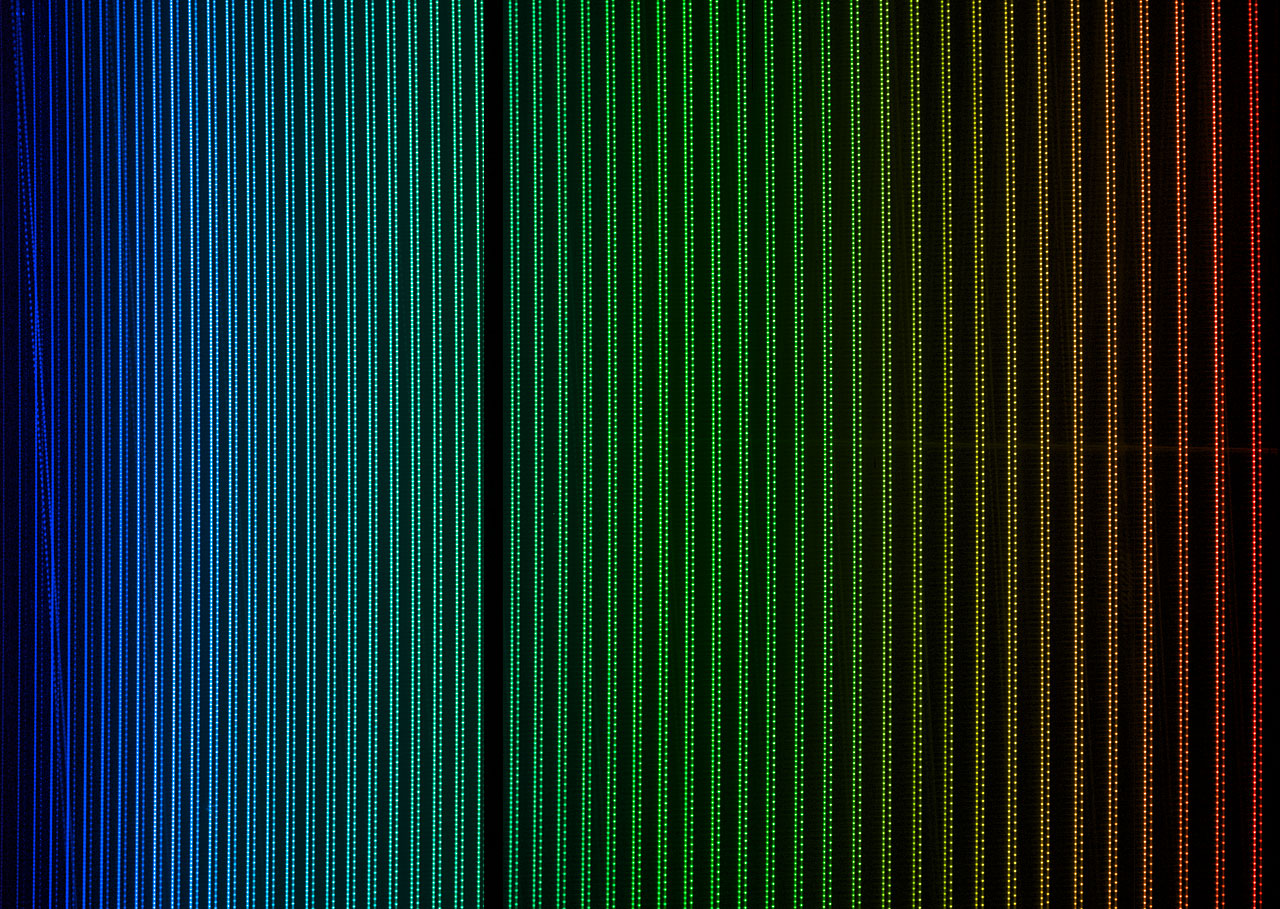
طیف نور از شانه‌های فرکانس دو لیزری نصب شده در جستجوگر سیاره سرعت شعاعی با دقت بالا.

یک شانه فرکانس امکان پیوند مستقیم از استانداردهای فرکانس رادیویی به فرکانس‌های نوری را فراهم می‌کند. استانداردهای فرکانس فعلی مانند ساعت‌های اتمی در ناحیه ریزموج طیف عمل‌می‌کنند و شانه فرکانس دقت چنین ساعت‌هایی را به بخش نوری طیف الکترومغناطیسی می‌آورد. یک حلقه بازخورد الکترونیکی ساده می‌تواند نرخ تکرار را به یک استاندارد فرکانس قفل کند.
دو کاربرد متمایز از این فنون وجود دارد. یکی ساعت نوری است که در آن یک فرکانس نوری با یک دندانه شانه روی یک فتودیود همپوشانی دارد و یک فرکانس رادیویی با سیگنال ضربانی، نرخ تکرار و فرکانس-سی‌ئی‌او (آفست پوش-حامل) مقایسه می‌شود. کاربردهای فن شانه فرکانس شامل اندازه‌شناسی نوری، تولید زنجیره فرکانس، ساعت‌های اتمی نوری، طیف‌سنجی با دقت بالا و فناوری GPS دقیق‌تر است.

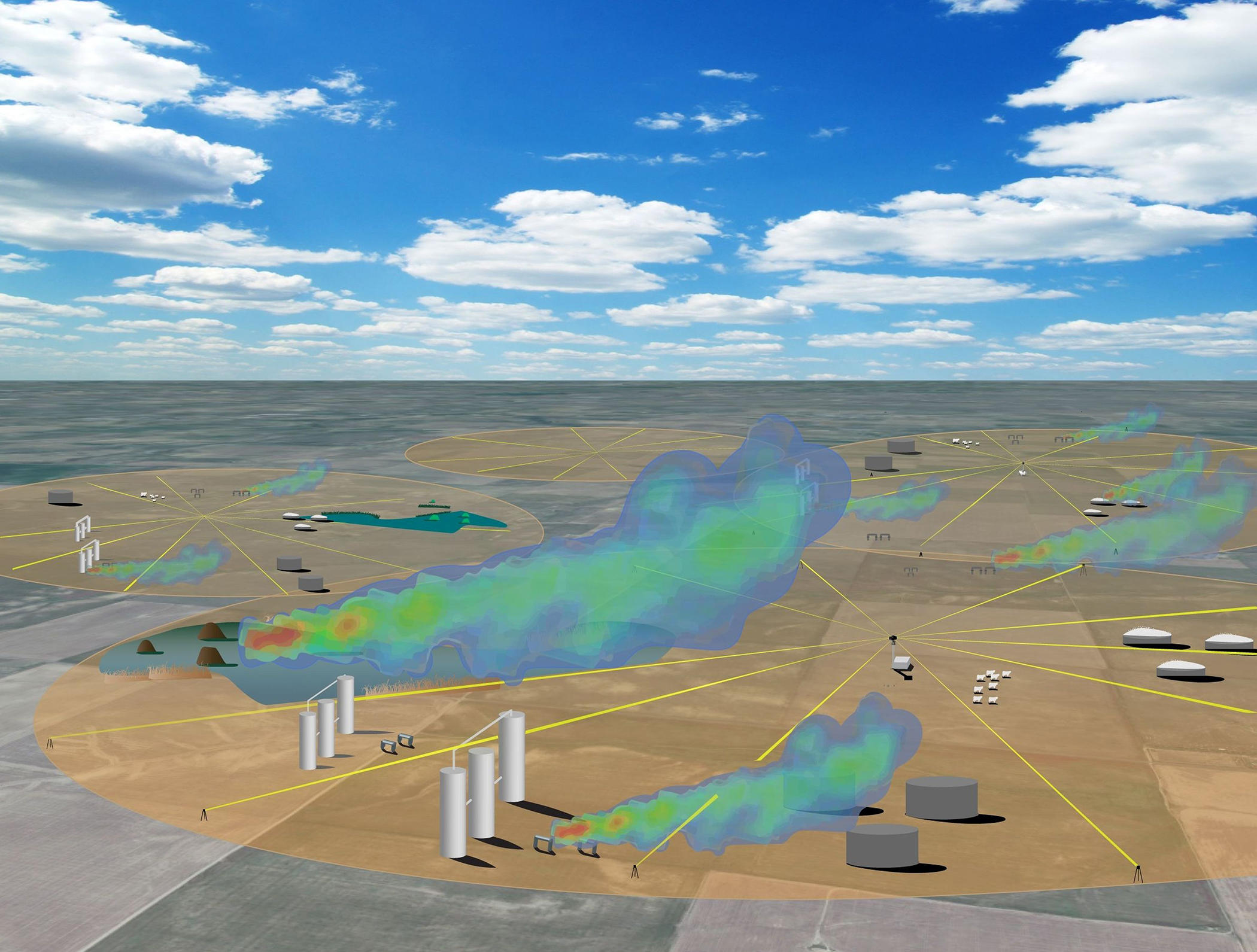
تصویری که نشان می‌دهد چگونه گازهای آشکارشده در میدان با استفاده از یک طیف‌سنج لیزری شانه‌ای دوفرکانسی سیار شناسایی می‌شوند.

کاربردهای دیگری وجود دارند که نیازی به قفل کردن فرکانس آفست پوش-حامل روی سیگنال فرکانس رادیویی ندارند. اینها شامل مخابرات نوری، ترکیب‌سازی شکل‌موج‌های دلخواه نوری، طیف‌بینی (به‌ویژه طیف‌بینی دو-شانه‌ای) یا فوتونیک فرکانس-رادیویی است.

## پیشینه
تئودور دبلیو هانش و جان ال هال به دلیل مشارکت در توسعه طیف‌بینی دقیق مبتنی‌بر لیزر، از جمله فنّ شانه فرکانس نوری، نیمی از جایزه نوبل فیزیک ۲۰۰۵ را به اشتراک گذاشتند. نیمی دیگر از جایزه به روی گلابر تعلق گرفت.
همچنین درسال ۲۰۰۵، فنّ شانه فمتوثانیه تا محدوده فرابنفش فرین گسترش یافت و اندازه‌گیری فرکانس را در آن ناحیه از طیف ممکن کرد.

## بیشتر خواندن
- Nathalie Picqué; Theodor Hänsch (2019). "Frequency comb spectroscopy". Nature Photonics. 13 (3): 146–157. arXiv:1902.11249. Bibcode:2019NaPho..13..146P. doi:10.1038/s41566-018-0347-5. S2CID 119189885.
- Steven T. Cundiff; Jun Ye (2003). "Colloquium: Femtosecond optical frequency combs". Reviews of Modern Physics. 75 (1): 325. Bibcode:2003RvMP...75..325C. CiteSeerX 10.1.1.152.1154. doi:10.1103/RevModPhys.75.325.
- John L Hall & Theodor W Hänsch (2004). "History of optical comb development" (PDF).  In Jun Ye, Steven T Cundiff (ed.). Femtosecond optical frequency comb. Springer. ISBN 978-0-387-23790-9.
- Andrew M. Weiner (2009). Ultrafast Optics. Wiley. ISBN 978-0-471-41539-8.
- Nobel prize for Physics (2005) Press Release